# Boys and Their Toys
『Boys and Their Toys』（ボーイズ・アンド・ゼアー・トイズ）は、アメリカ合衆国で発売されたコミック。
テレビシリーズ『エンジェル』のコミック版で、IDW Publishingから2009年10月7日と2009年11月6日に2部にわけて発売された。

## 内容
エンジェルの映画が作られた。タイトルは『Last Angel in Hell』。試写会に出席したエンジェルに部下のグルーサラッグから連絡が入る。

## 登場人物
エンジェル
私立探偵。バンパイア。
スパイク
エンジェルの相棒。バンパイア。
グルーサラッグ
エンジェルの部下。
ジェレミー
スパイクの知人。
コナー
エンジェルの息子。